# Isaac Isinde
Isaac Isinde (Kampala, 16 aprile 1994) è un calciatore ugandese, difensore del Gaddafi.

## Carriera

### Club
Gioca dal 2007 al 2008 all'Iganga Town. Nel 2008 si trasferisce al Simba. Nel 2009 passa al Victors. Nel 2011 viene acquistato dal Saint-George, squadra della massima serie etiope. Nel 2014 si trasferisce all'EEPCO. Nel 2015 torna al Saint-George. Nel gennaio 2017 viene acquistato dal Buildcon Ndola.

### Nazionale
Debutta in nazionale il 3 marzo 2010, in Tanzania-Uganda (2-3). Mette a segno la sua prima rete con la maglia della nazionale l'8 dicembre 2011, in Tanzania-Uganda, calciando il rigore del definitivo 1-3.

## Palmarès

### Club

#### Competizioni nazionali
- Ethiopian Premier League: 4

St. George: 2011-2012, 2013-2014, 2015-2016, 2016-2017